# Nia Nal
Nia Nal, também conhecida pelo seu codinome Sonhadora, é uma super-heroína fictícia da série de televisão Supergirl do Universo Arrow, interpretada por Nicole Maines. A personagem é baseada e retratada como ancestral da personagem Nura Nal / Dream Girl [en] da DC Comics. Ela estreiou na quarta temporada de Supergirl. Nia Nal é a primeira super-heroína transgênero na televisão. Maines reprisou o papel na nona e última temporada de The Flash.

## História
Nia Nal, formada em relações internacionais pela Universidade de Georgetown, foi redatora de discursos políticos em Washington, DC, onde trabalhou para Cat Grant, a porta-voz da Casa Branca, sob a administração da presidente Olivia Marsdin. Ela foi enviada para National City para ser acolhida pela funcionária da Catco Worldwide Media, Kara Danvers, a fim de aprender as formas de reportagem. À medida que o ódio anti-alienígena aumentava nos Estados Unidos, Nia, que se identifica comotransgênero, convence James Olsen, o CEO da Catco, a escrever um editorial contra esse ódio. Kara e Nia mais tarde entrevistam um alienígena curandeiro, Amadei, para combater a retórica anti-alienígena. Depois, Kara e James descobrem que Nia tem narcolepsia. Nia acorda de repente de um sonho envolvendo Ben Lockwood, que odeia alienígenas. Quando Kara a visita, Nia revela que ela é uma alienígena do planeta Naltor, e algumas mulheres selecionadas dessa raça desenvolvem o poder de precognição. Brainy, outro alienígena, ajuda Nia com seus sonhos que OS levam até Lockwood, que acaba sendo preso após ser confrontado.
Nia se sente insegura em relação a sua família ao desenvolver os poderes indesejados de "Sonhadora", que surgem num mulher em cada geração de sua família. Sua irmã, que aprendeu a interpretar sonhos enquanto aguardava o surgimento de seus poderes, descobre que Nia possui tais habilidades e abdica das suas. Kara revela sua identidade como a Supergirl a fim de tranquilizá-la. Enquanto a mãe de Nia, Isabel, está morrendo devido a uma picada de aranha, ela usa seus poderes para conversar com sua mãe, tranquilizando-a e assegurando que ela será capaz continuar a linhagem de Sonhadora. Nia treina com Brainy e, após assumir o alter ego de "Sonhadora", derrota a equipe de supervilões chamada "A Elite" com a ajuda de Kara, J'onn J'onzz e Brainy. Quando Supergirl é acusada de vários crimes e declarada inimiga pública, Nia está entre as poucas pessoas que não são enganadas. Com a saída de Kara do papel de Supergirl, Nia assume seu lugar como a super-heroína Sonhadora de National City. J'onn e Nia são enviados para a Ilha Shelley, onde alienígenas escravizados estão montando um satélite Claymore sob as ordens de Lex Luthor para destruir Argo City. J'onn e Nia escapam e sobrecarregam o satélite. Após a derrota de Luthor, o nome da Supergirl ter sido limpo e ódio anti-alienígena cessado, Nia e Brainy iniciam um relacionamento.

## Conceito e criação
Em janeiro de 2018, o criador e produtor executivo de Supergirl, Berlanti, falou em um evento sobre falta de representação trans no Universo Arrow. "Não temos uma personagem trans presente em todas as séries [...] E então eu ainda me sinto atrasado todos os dias nessa questão", disse Berlanti. Em maio de 2018, foi relatado que o elenco estava procurando uma mulher transgênero de qualquer etnia na faixa dos 20 anos para participar da quarta temporada de Supergirl como Nia Nal.
Em 21 de julho de 2018, a ativista trans e atriz Nicole Maines foi anunciada para o papel na série na San Diego Comic-Con. Também foi confirmado que Nia se tornaria a super-heroína "Sonhadora" e que ela é ancestral da integrante da Legião dos Super-Heróis, Nura Nal / Dream Girl. Maines descreveu Nia Nal como detentora "desse impulso feroz de proteger as pessoas e lutar contra a discriminação e o ódio. Ela é a super-heroína de que precisamos agora". A personagem é a primeira super-heroína transgênero na televisão.

## Poderes e habilidades
Os poderes de Nia Nal incluem precognição e projeção astral.

## Em outras mídias

### Histórias em quadrinhos
Em 8 de junho de 2021, Nia fez sua estreia nos quadrinhos na história "Date Night", escrita por Maines, apresentada na DC Pride #1. Em 2 de junho de 2022, a conta oficial da DC no Twitter anunciou que a Sonhadora apareceria em uma história em quadrinhos escrita por Maines com arte de Rye Hickman. Em 12 de julho, Nia apareceu em Superman: Son of Kal-El #13, fazendo sua estreia na continuidade dos quadrinhos principais da DC.

### Jogos eletrônicos
Sonhdora aparece como um traje cosmético em Fortnite. Ela foi adicionada durante o evento “Rainbow Royale” em 2022, que foi feito para celebrar todos os jogadores que fazem parte da comunidade LGBTQ+. Assim como ela foi a primeira super-heroína transgênero na televisão, ela também é a primeira personagem transgênero em Fortnite.